# فدرة ترميز موحد
في الترميز الموحد، الفِدرة هو مجال متصل من نقاط الترميز. لكل مقطع اسم مميز ولا تتداخل فيما بينها. للمقطع نقطة ترميز مبدئية على الصورة hhh0 وأخرى نهائية على الصورة hhhF. يمكن أن يضم المقطع نقط ترميز غير مخصصة لحرف ما. نقط الترميز التي لا تنتمي لأيٍ من المقاطع المسمّاة لها قيمة مقطع="لا_مقطع"
عدد نقاط الترميز في فدرة ترميز موحد يكون من مضاعفات 16. تتراوح مقاطع يونيكود في الحجم من 16 نقطة ترميز كحد أدنى إلى 65536 نقطة ترميز كحد أقصى.
يعرّف الإصدار 9.0 من الترميز الموحد 273 فِدرة